# فلسطينية
الفلسطينية هو مصطلح يستخدم أحيانا للدلالة إما على الحركة السياسية الوطنية أو هوية الشعب الفلسطيني. وقد اكتسبت رواجًا من خلال استخدامها في أعمال إدوارد سعيد لوصف اتجاه معين من اللاهوت المعارض للصهيونية المسيحية والذي يتحدى الصهيونية وحق إسرائيل في الوجود.

## تاريخ المصطلح
أثناء الانتداب البريطاني على فلسطين، استخاتم الكلمة كتعبير فضفاض إما لوصف دمج الهجرة الصهيونية في فلسطين الانتدابية، أو كبديل لكلمة "غير الصهيونية".
وقد استخدمت الكلمة كمصطلح بمعناه الحديث منذ عام 1970 على يد إدوارد سعيد في عمله "صوت فلسطيني". كما استخدمها ألفريد شيرمان، مراسل صحيفة هآرتس في لندن في ذلك الوقت أيضًا في عام 1970، عندما أعرب عن دهشته من أن مسعى الفلسطينيين لإقامة دولة مستقلة قد حظي بدعم واسع النطاق في الغرب.
كان لدى العديد من المراقبين في أوائل السبعينيات انطباع بأن الهوية الوطنية الفلسطينية كانت نتاج أواخر الستينيات. كان شيرمان داعمًا لوجهة النظر التي ظهرت بعد خيبة الأمل من نتيجة حرب الأيام الستة، والتي أدرك العرب الفلسطينيون في أعقابها أنه يتعين عليهم الاعتماد على مواردهم الخاصة، بدلاً من الاعتماد على العالم العربي الأوسع، لتأمين أمنهم. تطلعاتهم. إلا أن آخرين أشاروا إلى وجودها مسبقًا في أوائل القرن العشرين في فلسطين الانتدابية،  وكذلك في الفترة ما بين 1948 و1967.
وفقًا لشيرمان، كان اليهود الإسرائيليون غير مرتاحين للقومية الفلسطينية، نظرًا لأن تطلع الفلسطينيين إلى إقامة دولة ("الفلسطينية") يعكس بالضبط ما سعى إليه اليهود من خلال الصهيونية.إن تحدي الفلسطينيين على هذه الأرض يعني أن الإسرائيليين سيجدون أنفسهم يتساءلون عن حق أكدوا عليه هم أنفسهم، وبالتالي يشككون ضمنيًا في شرعية الدولة الإسرائيلية نفسها.
في عام 1973، قام جون ب. وولف بتشخيص مماثل لذلك الذي قدمه شيرمان: لقد أجبرت حرب عام 1967 الفلسطينيين على الاعتراف بحقيقة عزلتهم عن حلفائهم، وبالتالي طورت "فلسطينيتهم" هدفين: إعادة دمج أنفسهم في الأرض التي يعيشون فيها. لقد خسروا، ويسعون جاهدين لتغيير السياسة التي استبعدت و"أبطلت وجودهم"، مما حرم الفلسطينيين من أن يكون لهم رأي في مستقبلهم.

### استخدام إدوارد سعيد لهذا المصطلح
واكتسبت الكلمة بعض الأهمية في الثمانينيات عندما اعتمدها الأكاديمي الفلسطيني إدوارد سعيد، مؤلف كتاب الاستشراق المؤثر الذي حلل التحيز في التمثيل الأجنبي للعالم العربي. بالنسبة لسعيد، سعت إسرائيل ومؤيدوها إلى حرمان الفلسطينيين، بتاريخهم الطويل والمجزأ من السلب والحرب والنفي والتطهير العرقي، من "الإذن برواية"  عما عانوا منه نتيجة إنشاء الدولة. من إسرائيل. عرّف سعيد المصطلح بأنه "حركة سياسية يتم بناؤها من إعادة تأكيد تاريخ فلسطين المتعدد الأعراق والأديان". وفقًا لآدم شاتز، المحرر الأمريكي لمجلة لندن ريفيو أوف بوكس، سعى سعيد إلى وضع "أسطورة مضادة" لتلك التي دعمت الصهيونية، وهي أسطورة مكتوبة في مواجهة "القدرية التاريخية المظلمة والخوف الإقصائي من الصهيونية". والآخر" سمة الرواية الصهيونية. تشير "الفلسطينية" بالنسبة لسعيد إلى نوع من السرد المنشق المفتوح الذي يشهد على تناقضات المنفى والاحتلال العسكري، وهو سرد غير عقائدي وغير مهووس بالوجود العنصري، كمقدمة لخلق مستقبل لكل من الفلسطينيين واليهود.
كما فسرها إيلان بابي، كانت "الفلسطينية" عند سعيد عبارة عن حل وسط بين الدعوة الضيقة للدوافع القومية والقيم العالمية التي يؤيدها، والتي تتمثل في السعي للتغلب على كل من الصهيونية والطغيان العربي من خلال المبادئ الثلاثة للاعتراف والمساءلة والقبول: والاعتراف العالمي بالنكبة التي كانت أكثر أهمية من تحقيق الدولة الفلسطينية؛ وامتثالاً للمبادئ العالمية، ينبغي على إسرائيل أن تقبل مسؤوليتها عن التطهير العرقي، كمقدمة لعودة اللاجئين في المستقبل؛ وثالثاً، قبول الواقع التاريخي للمعاناة اليهودية، وهو شرط مسبق لدمج الإسرائيليين في العالم العربي الأكبر الذي تأسست فيه دولتهم.
جادل حاييم جربر، أستاذ التاريخ الإسلامي في الجامعة العبرية في القدس، في عام 2004 أنه، كما يمكن للمرء أن يرى من بحث رشيد الخالدي حول الصحافة باللغة العربية قبل الحرب العالمية الأولى، إثبت الشعور الوطني الفلسطيني، أو "الفلسطينية"، قبل الحرب العالمية الأولى. بداية الهجرة الصهيونية الكاملة في ظل الانتداب البريطاني.
وبعد ذلك بعامين، استخدمها جيسون فرانكس للدلالة على مجموعة القيم والمعتقدات والتقاليد والتاريخ التي تشكل أساس القومية الفلسطينية. في تحليله، وقفت في معارضة تامة للصهيونية، وكانت هي والصهيونية بمثابة رموز أيديولوجية مزدوجة تتنافس في الصراع الإسرائيلي الفلسطيني، وكلاهما يمثل العناصر الإرهابية والقومية والدينية التي تحرك الصراع. وقال أيضًا إن جذور الحركة الفلسطينية تكمن في ثورة تركيا الفتاة في عام 1908، والتي كانت حاسمة لظهور المشاعر القومية الفلسطينية في تلك الفترة لأن الثورة في تركيا حررت الصحافة من قبضة العثمانيين. الرقابة، ومكنت من ظهور التأكيدات المحلية على هوية متميزة. لقد تطورت بعد ذلك "ليس فقط كرد فعل ضد الصهيونية والإمبريالية البريطانية ولكن أيضًا ضد العالم العربي الأوسع".
في دراستها التي نشرتها عام 2016 عن تاريخ السينما الفلسطينية، تحدت كريسولا ليونيس نظرية حداثة الهوية الفلسطينية. ومن خلال تتبع تطور الوعي الوطني، تكتشف انتقالًا عبر ثلاث حلقات أساسية من "الفلسطينية"، التي أثارها كل من وعد بلفور عام 1917، ونكبة عام 1948، التي بلورت هذا الوعي الوطني للفلسطينية، إلى "الفلسطينية" في حد ذاتها، والتي ترى أنها نتيجة معركة الكرامة عام 1968.

### الفلسطينية كتهديد للحضارة الغربية
بعد مرور عام على مقال جربر، في عام 2005، وكتابتها في سياق الانتفاضة الفلسطينية الثانية، خصصت بات يور، في كتابها "أورابيا: العرب الأوروبيون الذين روجوا لنظرية المؤامرة"، فصلًا كاملاً لموضوع انتفاضة الأقصى. كلمة بعنوان "الفلسطينية: الطائفة الأوروبية الجديدة"، حيث زعمت أن الفلسطينية، التي وصفتها بـ "الفلسفة الفلسطينية"، كانت وسيلة جديدة لمعاداة السامية الأوروبية التقليدية،  و"عودة العلاقة الأوروبية العربية". النازية في الثلاثينيات والأربعينيات." في نظرها، ظهر هذا الأمر مع أعمال الأسقف واللاهوتي الأنجليكاني كينيث كراج، والكاهن الأنجليكاني الفلسطيني نعيم عتيق، مدير مركز سبيل لاهوت التحرير المسكوني ومقره القدس. ومع ذلك، لم يستخدم أي من هذين الكاتبين هذا المصطلح في وقت كتابتها، لكن بات يور استخدمته لوصف ما اعتبرته محاولات كنسية للعب على الضمائر الأوروبية من خلال تصوير معاناة الفلسطينيين تحت الاحتلال الإسرائيلي. يمكن ملاحظة تأثير هذه "النزعة الفلسطينية"، كما زعمت، في مواقف كبار السياسيين في أوروبا، بدءًا من جاك شيراك وخافيير سولانا ورومانو برودي إلى دومينيك دو فيليبان وماري روبنسون، الذين جاءوا. اعتبار القضية الفلسطينية قضية مركزية للسلام العالمي. بالنسبة لها، فإن الاستحضار المسيحي لمحنة الفلسطينيين ينم عن تقليد كامن لشيطنة اليهود من قبل المسيحيين، وقد اتخذ وضع "العبادة الأوروبية الحديثة". وبشكل أكثر تحديدًا، من الناحية اللاهوتية، فسرت هذه "الفلسطينية المسيحية" على أنها هرطقة، لأنها ادعت أنها كانت مجموعة متنوعة من المرقيونية.
اختير هذا المصطلح لاحقًا كوصف سلبي للقضية الفلسطينية، من قبل الصحفية البريطانية ميلاني فيليبس في كتابها لندنستان: كيف تخلق بريطانيا دولة إرهابية في الداخل، حيث زعمت أن جمعية مسلمي بريطانيا، في نظرها ذراع للمنظمة الإسلامية. لقد أصبحت جماعة الإخوان المسلمين "رأس الحربة" لـ "الفلسطينية الراديكالية". في بريطانيا العظمى.
في عام 2007، نقشت فكرة أن الحقوق الوطنية الفلسطينية تشكل تهديدًا للحضارة الغربية، وخاصة لقيمها الدينية، في كتاب من تأليف اللاهوتي الإنجيلي بول ويلكنسون، مساعد الوزير في كنيسة هازل جروف للإنجيل الكامل في ستوكبورت، شيشاير و عضو في مركز أبحاث الاختطاف قبل الضيقة التابع لتيم لاهاي. صهيوني مسيحي بريطاني، خصص في تلك السنة فصلاً في كتابه من أجل صهيون لما أسماه "الفلسطينية المسيحية"، باعتبارها نقيض الصهيونية المسيحية. وتابع تأكيداته بمزيد من التفصيل في عام 2017، في المجلد الثاني بعنوان خيانة إسرائيل - المجلد الثاني: صعود الفلسطينية المسيحية، من دراسته لاهوت الاستبدال.
يرى نقد ويلكنسون للفلسطينية المسيحية أن المسيحيين يجب أن يعترفوا بأن "يد الله السيادية" أنشأت إسرائيل في عام 1948. فقط المؤيدون للصهيونية هم مسيحيون حقيقيون، لأن تجمع اليهود في فلسطين هو شرط مسبق للمجيء الثاني، أو عودة المسيح الملك. إن الدعم غير المشروط لدولة إسرائيل اليهودية يرتكز على التوقع المسيحي لنهاية الزمان المنتظر. ويقول ويلكنسون إنه لا يوجد شيء اسمه شعب فلسطيني، فأمته ولغته وثقافته ودينه هي خدع يرتكبها الليبراليون المناهضون للمسيحية. والفكرة في حد ذاتها هي مجرد "مناورة تكتيكية أخرى في الحرب الإسلامية التي شنت ضد إسرائيل لإحداث تدميرها". المسيحيون الآخرون، وخاصة المسيحيون الفلسطينيون الذين ينتقدون إسرائيل، يتحدثون عن المعاناة "المتصورة" للفلسطينيين، يثيرون كراهية اليهود من خلال تفضيل الدعاية المؤيدة للفلسطينيين. غير الصهاينة هم من المتعاطفين مع النازية المعادية للسامية. انتقد الكتاب من قبل اللاهوتي دارين إم سليد. أستاذ العلوم الإنسانية في كلية روكي ماونتن للفنون والتصميم.

## الاستخدام الحديث
في عام 2010، وصف الصحفي الإسرائيلي موشيه دان الحركة الفلسطينية بأنها "أيديولوجية" تنظر إلى إسرائيل على أنها دولة استعمارية استيطانية، ولها هدفين مباشرين: إقامة دولة فلسطينية في الأراضي الفلسطينية التي تحددها خطوط هدنة عام 1949، وتنفيذها.حق العودة للاجئين الفلسطينيين. وفقًا لدان، الذي كرر ادعاءاته في عام 2021، فإن الهدف طويل المدى المتمثل في "القضاء على إسرائيل" تم الدعوة إليه صراحةً في كل من الميثاق الوطني الفلسطيني (الذي أُلغي عام 1996 بعد اتفاقيات أوسلو)، وميثاق حماس (أ) إلغى هذا البند رسميًا في عام 2017، لكن لا تزال حماس تؤيده). وأكد أن هذه "الأيديولوجية" حصلت على الشرعية من قبل إسرائيل نفسها بموجب اتفاقيات أوسلو عام 1993. ادعى دان أن الهوية الفلسطينية هي خيال مفتعل لمعارضة إسرائيل باعتبارها الدولة القومية للشعب اليهودي، وأن إسرائيل يحق لها الحصول على الضفة الغربية الفلسطينية لأنها مليئة بالمواقع الأثرية اليهودية، مع عدم وجود دليل على أي تراث تاريخي فلسطيني. هناك أو في أي مكان آخر في فلسطين.
وفقًا لصحفي مجلة تاور والمستشار السابق لمشروع إسرائيل بن كوهين، فإن الفلسطينية هي الأيديولوجية الأساسية التي تشكل معاداة السامية الحديثة، وهي حركة تتخذ ستار حركة اجتماعية تجمع معًا الفاشيين الجدد والليبراليين واليساريين المتطرفين، والإسلاميون، يعارض بشدة عصر التمكين الذاتي اليهودي بعد عام 1945.

في عام 2018، ادعى المدون الإنجليزي المؤيد للصهيونية، ديفيد كولير، والذي وُصفت مهمته بأنها "إظهار للجميع مدى سمية أعدائنا"، أن الفلسطينيين يمثلون تهديدًا لحرية التعبير وقضية حقوق الإنسان، وهو أمر معدي. وكيل معاداة السامية:
"الفلسطينية" مرض لعنة الحرية والنقاش والانفتاح وحقوق الإنسان.. وسوف ينقل العدوى إلى أولئك الذين يصابون بالمرض بمعاداة السامية، تماماً كما يزودهم بآلية إنكار للاحتجاج على براءتهم.

### انتقاد العداء للفلسطينية
في عام 2021، قام الناقد الصهيوني بيتر بينارت، بتحليل هجمات الكونجرس الأمريكي من الحزبين الجمهوري والديمقراطي على زملاء الحزب الديمقراطي ("الفرقة") مثل رشيدة طليب، وإلهان عمر، وأيانا بريسلي، وألكساندريا أوكاسيو كورتيز لانتقادهم سجل إسرائيل في مجال حقوق الإنسان، في وهبّت التيارات اليهودية للدفاع عن الأخير. ويجادل بأن ادعاءات الأول، بأن مثل هذه الانتقادات كانت معادية للسامية، كانت في حد ذاتها دليلاً على التعصب - "معاملة الناس على أنهم أقل شأناً بسبب هويتهم الجماعية" - وتأخذ شكل معاداة الفلسطينيين، والتي، كما يدعي، أمر شائع في جميع أنحاء المجتمع الأمريكي.
إن التعصب ضد الفلسطينيين، بالنسبة لبينارت، هو "منتشر في كل مكان" على الرغم من حقيقة أنه، على عكس "معاداة إسرائيل" أو "معاداة اليهود"، فإن كلمة "معاداة الفلسطينيين" بالكاد توجد. ووجد أن أي بحث على جوجل  سوف يكشف عن عدد لا نهاية له من الروابط التي تربط هؤلاء السياسيين بمعاداة السامية، في حين أن جوجل لا يقدم أي دليل على أن أعضاء الكونجرس الذين يستشهد بهم - مايكل والتز، وجيم بانكس، وكلوديا تيني، وتيد دويتش، وجوش غوتهايمر، وكاثي مانينغ، وإلين لوريا، ودين فيليبس - الذين يكررون هذه الاتهامات في مجلس النواب، يعاديون الفلسطينيين، على الرغم من ادعائه بوجود أدلة قوية على انحيازهم في هذا الصدد. يرى بينارت أن مجموعة الديمقراطيين التي تتهم إسرائيل بممارسات الفصل العنصري أو الطموحات الإقليمية للعنصرية اليهودية (بتسيلم) تعكس ببساطة معارضة لانتهاكات القانون الدولي: وهي وجهة نظر تشترك فيها المنظمات غير الحكومية مثل هيومن رايتس ووتش. ويعقد بينارت تشبيهًا تاريخيًا بين معاداة السامية ومعاداة الفلسطينيين. لم يكن هناك مصطلح يشير إلى معاملة اليهود على أنهم أقل شأنا قبل أن يكتسب الضغط من أجل معاملة اليهود على قدم المساواة بعض الاهتمام السياسي في القرن التاسع عشر. وبمجرد حصولهم على الاعتراف القانوني، أصبح مصطلح معاداة السامية رائجًا للإشارة إلى أولئك المعادين للمساواة في الحقوق بين المواطنين اليهود. وينطبق منطق مماثل على مصطلح (معاداة) الفلسطينيين. طوال القرن العشرين، لم يكن الخطاب الأمريكي والإسرائيلي يتسامح مع كلمة مثل "فلسطيني". لا يزال من غير الممكن ذكر أن الفلسطينيين يستحقون أيضًا المساواة، والادعاءات التي لا هوادة فيها بأن أولئك الذين يدافعون عن المساواة الفلسطينية هم في الواقع معادون للسامية تشكل، بالنسبة لبينارت، شكلاً من أشكال التعصب. توضح فعالية تعريف التحالف الدولي لمعاداة السامية لمعاداة السامية بشكل لافت للنظر الطريقة التي يتم بها إسكات الممارسات القمعية المعادية للفلسطينيين.